# Damsdorf (Kloster Lehnin)

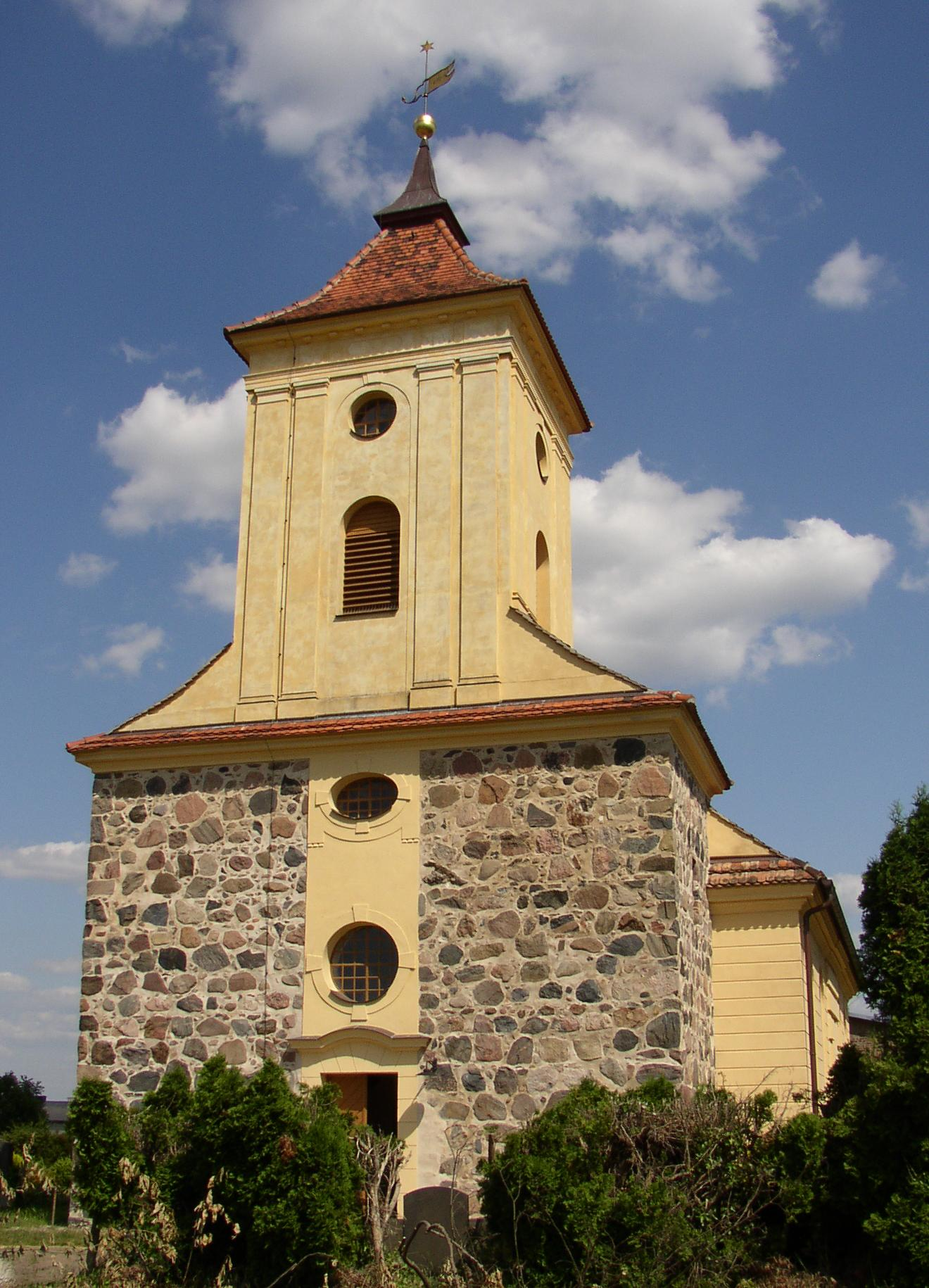
Dorfkirche Damsdorf

Damsdorf ist ein Ortsteil der Gemeinde Kloster Lehnin im Landkreis Potsdam-Mittelmark (Brandenburg). Im April 2024 hatte er 1.974 Einwohner.

## Geographische Lage
Damsdorf liegt in der Zauche im nördlichen Teil des Gebiets der Gemeinde Kloster Lehnin. Es grenzt im Norden an Schenkenberg, Groß Kreutz und Bochow (Ortsteile der Gemeinde Groß Kreutz (Havel)), im Osten an Göhlsdorf, im Südosten und Süden an Lehnin und Nahmitz und im Westen an Trechwitz (Ortsteile der Gemeinde Kloster Lehnin).
Im Süden grenzt die Gemarkung für ca. 220 m an den Nordrand der A 2. Die Anschlussstelle Lehnin liegt ca. 800 m östlich davon in der Gemarkung von Lehnin. Die L 86 führt auf ca. 2,8 km von Norden nach Süden durch den Ostteil des Ortsteils, von der im Süden die Landesstraße L 861 abzweigt. Die Kreisstraße K 6940 führt auf ca. 2,5 km von Osten nach Westen durch den größten Teil des Ortes hindurch und mündet in die L 86.
Von 1899 bis 1967 war Damsdorf mit einem Bahnhof an der Lehniner Kleinbahn mit dem Eisenbahnnetz verbunden.

## Geschichte
Der Ort wurde 1268 erstmals urkundlich genannt. In diesem Jahr schenkte der Markgraf Otto V. („der Lange“) den Ort an das Kloster Lehnin zum Seelenheil seines 1268 verstorbenen Bruders Johann III. („der Prager“).

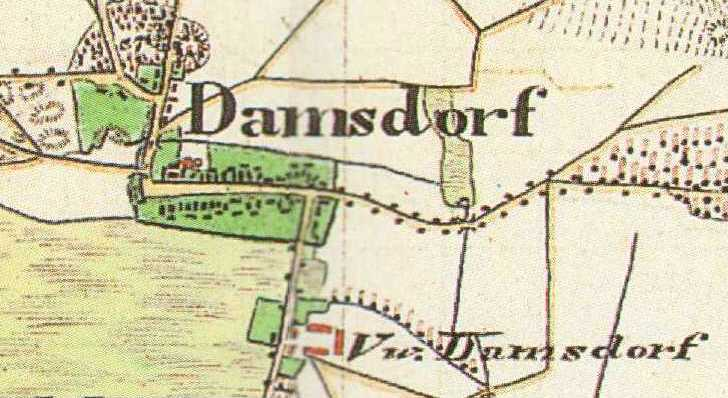
Damsdorf auf Urmesstischblatt 3642 Lehnin von 1839. Südlich des Ortes das Vorwerk.

Der Name leitet sich vom Personennamen Domes ab, der niederdeutschen Form von Thomas, ist also als Dorf eines/des Thomas zu übersetzen. Nach der Siedlungsstruktur ist es ein Straßendorf.

„Monachorum in Lenyn ... Domistorp sunt 40 mansi, quorum plebanus habet 2. Ad pactum quilibet ½ chorum siliginis; ad censum quilibet 5 pullos; ad precariam quilibet 5 solidos. Cossati sunt 7, quilibet 1 pullum. Taberna dat 1 talentum.“

1375 hatte das Dorf 40 Hufen, von denen der Pfarrer zwei abgabenfreie Hufen hatte. Die jährliche Pacht von jeder Hufe betrug einen halben Wispel Roggen, der jährliche Zins betrug ein Huhn, und als Bede musste fünf Schillinge pro Hufe bezahlt werden. Die sieben im Dorf wohnenden Kossäten mussten jeweils pro Jahr ein Huhn abgeben. Der Krug zahlte jährlich ein Talent. Alle Abgaben gingen an das Kloster Lehnin. Für 1538 wurden nur noch 32 Hufen genannt. Auch wohnten nur noch vier Kossäten und ein Schmied in Damsdorf. 1541 stellte die Kirchenvisitation bei 60 Kommunikanten fest. Nach Auflösung des Klosters richtete das Domänenamt Lehnin ein Vorwerk und eine Schäferei ein. Ein v. Happe kaufte 1558 das Schulzengut einschließlich von sieben Hufen auf der wüsten Feldmark Hathenow, die im Besitz der v. Rochow war. 
1602 wurden "8½" Bauern, acht Kossäten und drei Häusler im Ort registriert. Außerdem gab es ein Amtsvorwerk, auf dem 606 Schafe gehalten wurden. 1605 hatte der Schulze zwei Lehn- und zwei Erbhufen, sieben Bauern hatte je vier Hufen, ein Bauer (Halbbauer) hatte nur zwei Hufen. 1607/8 wurden auf den Vorwerk sogar 684 Schafe gehalten. 1624 wohnten im Ort: neun Bauern, sieben Kossäten, ein Hirte, ein Pachtschäfer, ein Schmied, zwei Paar Hausleute und ein Hirtenknecht. Das sechs Hufen umfassende Vorwerk gehörte zum Amt. Nach dem Dreißigjährigen Krieg 1652 wohnten noch fünf Bauern und sieben Kossäten im Dorf. Im Jahre 1662 wird, dass dem Amtsvorwerk "vor etlichen Jahren" ein wüstes Bauerngut beigelegt worden ist. Das Vorwerk hielt zwei Ochsen, 535 Schafe, 29 Schweine und zwei Pferde. 1687 waren immer noch vier Bauernhöfe und zwei Kossätenhöfe wüst. Insgesamt waren 5⅓ Hufen ausgefallen, da sie '"sandig und bewachsen waren". Der im Dorf tätige Schmied wurde zu den Kossäten gerechnet. Der Betreiber des Kruges hatte auch das Braurecht. Weiter gab es einen Amtsschäfer, zwei Knechte und den Dorfhirten. 1729 waren zwei Schweizerfamilien angesetzt worden; trotzdem war immer noch ein Hof nicht besetzt. Das Amtsvorwerk hatte 481 Morgen 68 Quadratruten Acker, auf dem Roggen, Hafer, Gerste und Erbsen angebaut wurden, 68 Morgen 118 Quadratruten Wiese und 24 Morgen 153 Quadratruten Viehkoppeln. Auf dem Vorwerk wurden 20 Kühe, 12 Stück Güstevieh, 700 Schafe sowie Schweine und Federvieh gehalten. 1746 war anscheinend das wüste Bauerngut ganz zum Vorwerk gelegt worden. Die zwei Lehnhufen des Schulzen waren ein Lehen des v. Görne zu Gollwitz. Es wird erstmals ein Leineweber und ein Schulmeister genannt; beide werden als Häusler bezeichnet. 1772 wohnten ein Freischulze, sechs Bauern und 14 Kossäten in Damsdorf. Die Schmiede wird erwähnt. 1801 wohnten im Dorf und dem Amtsvorwerk, der Lehnschulze, fünf Ganzbauern, ein Halbbauer, acht Ganzkossäten, neun Büdner, 16 Einlieger, fünf Schiffer und ein Krüger; insgesamt zählte das Dorf 60 Feuerstellen und 254 Einwohner. Im Jahr 1858 war der Gebäudebestand im Dorf: ein Abbau (Windmühle), fünf öffentliche Gebäude, 41 Wohnhäuser und 69 Wirtschaftsgebäude, der Gutsbezirk hatte zwei Wohngebäude und vier Wirtschaftsgebäude. Um 1900 gab es 76 Häuser. 1906 gehörten noch dazu das Chausseehaus und die Mühle. 1931 waren es 75 Wohnhäuser mit 100 Haushaltungen. 
In den 1920er Jahren stieg die Einwohnerzahl auf mehr als das Doppelte, was wahrscheinlich auf eine Neusiedeltätigkeit ähnlich wie im benachbarten Schenkenberg zurückzuführen ist. Der Ort wurde vor allem nach Osten und Süden erweitert.
Bei der Bodenreform 1946 wurde das Vorwerk aufgelöst, 277 ha enteignet und aufgeteilt. 1952 bildete sich die erste LPG Typ I, die 1955 zum Typ III überging. Sie hatte 1957 29 Mitglieder und bewirtschaftete 155 ha Nutzfläche. 1960 hatte sie bereits 74 Mitglieder und bewirtschaftete 361 ha Nutzfläche. Die erste LPG Typ I mit 18 Mitgliedern und 92 ha Nutzfläche wurde 1962 an die LPG Typ III angeschlossen. In diesem Jahr wurde eine GPG in Damsdorf gegründet. 1971 schloss sie sich die LPG Typ III Damsdorf mit der LPG Typ III in Nahmitz zusammen. Sitz war in Damsdorf. 1973 gab es an Betrieben in Damsdorf: der VEB Ost- und Gemüseverarbeitungsbetrieb Beelitz, Zweigbetrieb Damsdorf, die Gemeinschaftseinrichtung Geflügelzucht, der Kreisbetrieb für Landtechnik, eine LPG Obstbau mit über 3.000 ha Obstplantagen, eine GPG (Gewächshauswirtschaften) und die Kooperative Abteilung Pflanzenproduktion Damsdorf Sitz Nahmitz. 
Nach der politischen Wende 1990 wurden die Genossenschaftsflächen privatisiert, das heißt die Genossenschafter erhielten ihre Flächen zurück. Heute ist der Ort das agrarökonomische Zentrum der Gemeinde Kloster Lehnin mit zahlreichen Obst- und Gemüse- sowie Geflügelzuchtbetrieben. Durch den neuen Wohnpark Havelland im Nordosten des alten Dorfzentrums wuchs die Einwohnerzahl des Ortsteils auf mehr als 1.600 Einwohner.

### Bevölkerungsentwicklung
| Jahr   | Einwohner |
| ------ | --------- |
| 1772   | 228       |
| 1801   | 254       |
| 1817   | 244       |
| 1837   | 306       |
| 1858   | 357       |
| 1871   | 361       |
| 1875 ¹ | 369       |

| Jahr   | Einwohner |
| ------ | --------- |
| 1885   | 360       |
| 1890 ¹ | 396       |
| 1895   | 406       |
| 1905   | 384       |
| 1910 ¹ | 396       |
| 1925 ¹ | 392       |
| 1933 ¹ | 917       |

| Jahr   | Einwohner |
| ------ | --------- |
| 1939 ¹ | 1.042     |
| 1946 ¹ | 1.342     |
| 1950 ¹ | 1.278     |
| 1964 ¹ | 1.053     |
| 1971 ¹ | 1.070     |
| 1981 ¹ | 1.272     |
| 1985 ¹ | 1.329     |

| Jahr   | Einwohner |
| ------ | --------- |
| 1990 ¹ | 1.432     |
| 1993 ¹ | 1.398     |
| 1996 ¹ | 1.574     |
| 1999 ¹ | 1.647     |
| 2001 ¹ | 1.696     |
| 2009   | 1.631     |

¹ Quelle: Historisches Gemeindeverzeichnis des Landes Brandenburg 1875 bis 2005, Band 19.11, Landkreis Potsdam-Mittelmark

### Politische Zugehörigkeit
Damsdorf wird im Landbuch von 1375 unter den Dörfern der historischen Landschaft der Zauche aufgeführt. 1268 wurde er vom Markgrafen dem Kloster Lehnin geschenkt. Mit der Säkularisierung des Klosters Lehnin kam der Ort 1542 zum Domäneamt Lehnin. Dieses gehörte zunächst zum Zauchischen Kreis, ab 1817 zum Zauch-Belzigschen Kreis. Mit der Kreisreform von 1952 wechselte der Ort in den Kreis Brandenburg-Land. 1992 schloss sich Damsdorf mit sechs anderen Gemeinden zum Amt Emster-Havel zusammen. Die Gemeinde Kloster Lehnin entstand am 1. April 2002 aus dem freiwilligen Zusammenschluss der Gemeinden Emstal, Göhlsdorf, Grebs, Krahne, Lehnin, Michelsdorf, Nahmitz, Netzen, Prützke, Rädel, Reckahn und Rietz des damaligen Amtes Lehnin und der Gemeinde Damsdorf des Amtes Emster-Havel. Das Amt Lehnin wurde zum selben Zeitpunkt wieder aufgelöst. Seither ist Damsdorf ein Ortsteil der Gemeinde Kloster Lehnin.

### Kirchliche Organisation
Für Damsdorf sind keine Pfarrhufen nachgewiesen. Bereits um 1460 bis um 1690 war es Tochterkirche von Trechwitz. Vor 1721 bis 1959 war es Tochterkirche von Jeserig, danach von Bochow. Heute gehört es zur Evangelischen Kirchengemeinde Plötzin im Kirchenkreis Mittelmark Brandenburg.

### Kaserne Damsdorf
Am Ostrand von Damsdorf betrieb die Nationale Volksarmee eine Kaserne für Rückwärtige Dienste. Sie liegt allerdings an der Gemarkungsgrenze größtenteils in der Gemarkung Bochow und zu einem kleinen Teil (10 %) in der Gemarkung Lehnin, doch die Zufahrt war nur über Damsdorf möglich. Sie wurde von der Bundeswehr bis 2002 durch eine Kompanie des Nachschubbataillon 6 genutzt und dann von der Bundesanstalt für Immobilienaufgaben verwaltet. Im Juli 2015 erwarb die Gemeinde das Areal, um darauf ein Gewerbegebiet zu entwickeln.

## Denkmale
Die Denkmalliste des Landkreises Potsdam-Mittelmark (Stand: 30. Dezember 2009) verzeichnet für Damsdorf drei Baudenkmale, 
in der Liste der Baudenkmale in Kloster Lehnin sind für Damsdorf vier Baudenkmale aufgeführt.
- Dorfkirche. Die Kirche ist ein verputzter Rechteckbau mit nach Osten abgewalmten Satteldach und einem etwas schmaleren Westturm, dessen Unterbau aus Feldstein noch vom mittelalterlichen Vorgängerbau stammt. Die Kirche wurde 1776/7 an der Stelle eines kleineren mittelalterlichen Vorgängerbaus errichtet. Die jüngste Sanierung erfolgte von 1999 bis 2004.

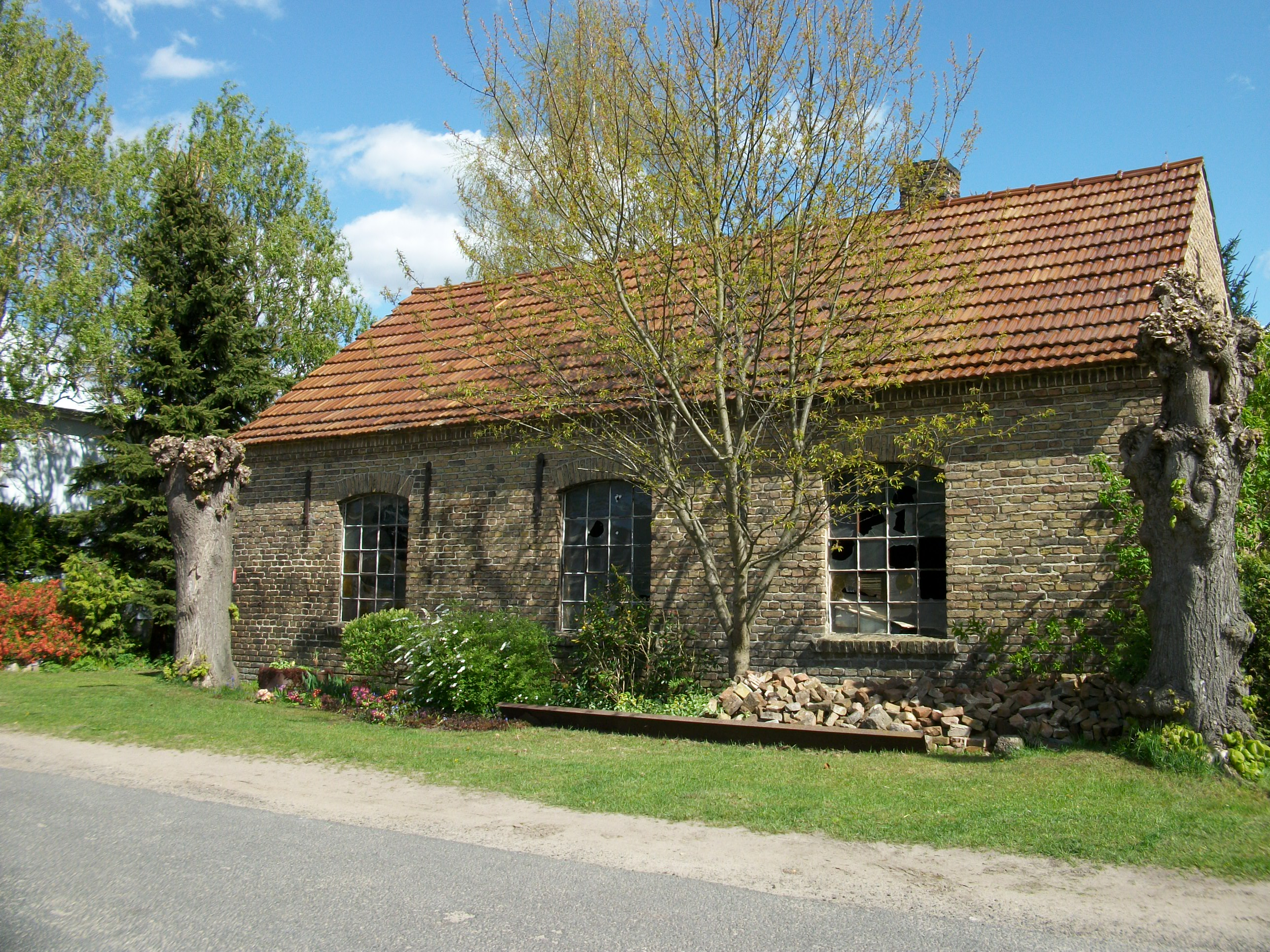
Alte Schmiede in Damsdorf

- Dorfschmiede, Alte Lindenstraße 4. Die Dorfschmiede ist ein dreiachsiger Bau aus gelblichen Ziegeln mit Satteldach und bauzeitlicher Deckung aus glasierten Hennigsdorfer Pfannen. Das Gebäude entstand wohl 1898 und wurde bis 1990 als Schmiede genutzt.

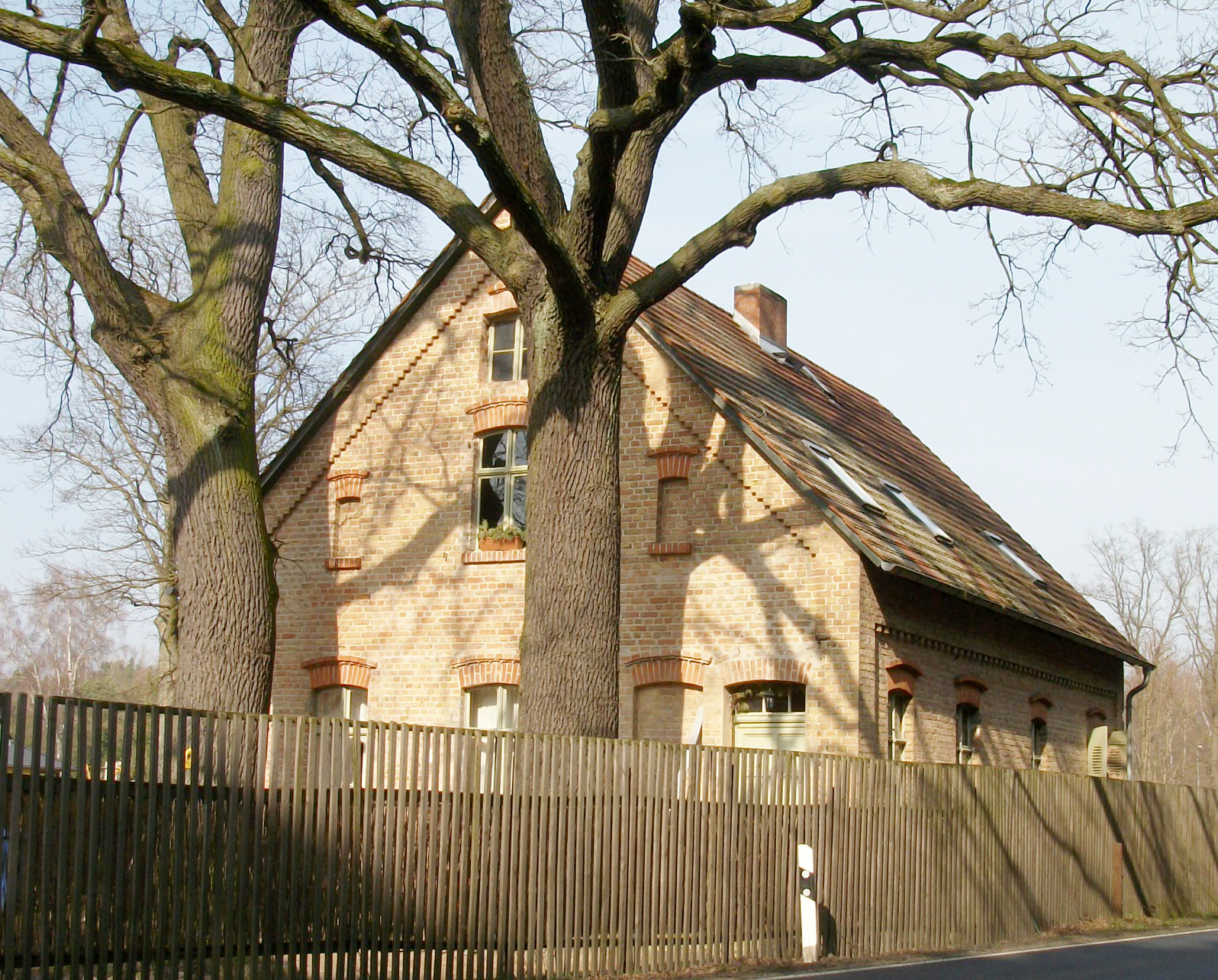
Chausseehaus bei Damsdorf

- Chausseehaus, Lehniner Straße 41. Das Chausseehaus wurde um 1880 errichtet, gleichzeitig mit dem Ausbau und der Befestigung der Chaussee Lehnin-Göhlsdorf. 1914 wurde das Einziehen des Chausseegeldes aufgehoben und das Chausseehaus verlor seine Funktion.

## Anmerkung
1. ↑  Ein Talent = 20 Schillinge (Johannes Schultze: Das Landbuch der Mark Brandenburg von 1375. Brandenburgische Landbücher Band 2. Kommissionsverlag von Gsellius, Berlin 1940, DNB 580505456, S. 462.).